# Angelo Marcello Anile
Angelo Marcello Anile (Santa Maria di Licodia, 3 de janeiro de 1948 – Catânia, 16 de novembro de 2007) foi um físico teórico e matemático aplicado italiano. Foi professor de física matemática da Universidade de Catânia.
Recebeu o Prêmio Giuseppe Bartolozzi de 1981.

## Obras
- Relativistic Fluids and Magneto-fluids: With Applications in Astrophysics and Plasma Physics, Cambridge Monographs on Mathematical Physics, Cambridge University Press, 1989
- com Walter Allegretto, Christian Ringhofer: Mathematical Problems in Semiconductor Physics: Lectures given at the C.I.M.E. Summer School held in Cetraro, Italy, June 15-22, 1998, Springer, 2003
- com J.Hunter, G.Russo, P.Pantano: Ray methods for non linear waves, Pitman Monographs and Surveys in Pure and Applied Mathematics, Longman Scientific and Technical, 1993